# 東海由紀子
東海 由紀子（とうかい ゆきこ、1968年2月19日 - ）は、日本のスポーツキャスター、実業家。旧姓は岩田。昭和女子大学客員教授、東京大学医科学研究所客員研究員、シティバンク銀行株式会社　チーフ・ダイバーシティ・オフィサー。
日本放送協会スポーツキャスター、UPSジャパン政府渉外担当本部長、日本ゼネラル・エレクトリック渉外部部長、在日米国商工会議所委員長などを歴任した。

## 来歴
滋賀県木之本町（現長浜市）出身。滋賀県立虎姫高等学校ではブラスバンド部に所属していた。京都女子大学文学部卒業、ボストン大学大学院修了。1990年から1年間NHKのスポーツキャスターを務めた。ジョージ・ワシントン大学客員研究員、UPSジャパン（ユナイテッド・パーセル・サービス）政府渉外担当本部長、日本ゼネラル・エレクトリック（GE）渉外部部長を経て、2010年7月に行われた第22回参議院議員通常選挙へ東京都選挙区（改選数5）から自由民主党の2人目の候補として出馬したが、党の公認が遅れて、無党派層における得票率（共同通信出口調査）は3%にとどまり落選した。
2010年東京大学医科学研究所客員研究員に就任。

## 人物
- ミス・インターナショナル西日本代表に選ばれたことがある[10]。
- 夫の東海辰弥とは大学時代に知り合い1991年に結婚した[11]。